# 伊森 (巴西)
伊森是巴西圣保罗州的一个市镇。总面积363.132平方公里，总人口7269人，人口密度20人/平方公里。